# Thalassogrammitis
Thalassogrammitis, novi rod pravih paprati (papratnice) iz potporodice Grammitidoideae,. dio porodice Polypodiaceae, red Polypodiales. 
Jedina vrsta je epifit T. deplanchei novokaledonski endem. Rod je opisan u Taxon 72(5): 996–997. 2023.

## Sinonimi
- Grammitis deplanchei (Baker) Copel.; Ann. Cryptog. Phytopathol. 5 [Gen. Fil.] 211 (1947)
- Austrogramme deplanchei (Baker) E.Fourn.; Ann. Sci. Nat., Bot., sér. V, 18: 279 (1873)
- Grammitis athroosperma E.Fourn.; Bull. Soc. Bot. France 16: 423 (1869)
- Polypodium deplanchei Baker; Hook. & Baker, Syn. Fil. 322 (1867)